# Grace Padaca
Maria Gracia Cielo "Grace" Magno Padaca (Naguilian, 25 oktober, 1963) is een Filipijns politicus. Padaca is sinds 2007 gouverneur van de provincie Isabela. Daarvoor had ze het bij de verkiezingen van 2001 opgenomen tegen de machtige politieke Dy-familie. Hoewel ze de verkiezingen officieel nipt verloor was de uitslag erg omstreden.
Padaca is geen traditionele Filipijnse politicus. Zo is ze geen lid van een van de bekende invloedrijke families van het land.
In 2008 won Padaca een Ramon Magsaysay Award.

## Biografie

### Vroege levensloop en carrière
Grace Padaca werd geboren op 25 oktober 1963 in de gemeente Naguilian in de noordelijke provincie Isabela. Haar vader, Bernardo Padaca, was een regionale schoolsupervisor. Haar moeder, Amelia Padaca, was onderwijzeres. Op 3-jarige leeftijd werd Padaca getroffen door polio. Sinds die tijd loopt Padaca op krukken. Gepest als ze werd door leeftijdsgenoten, stortte ze zich met uitstekende resultaten op haar studie. Zowel de lagere school (Cauayan South Central School in Cauayan) als de middelbare school (Our Lady of the Pillar Institution in Cauayan) rondde ze af als beste van haar klas. In 1984 behaalde ze haar Bachelor-diploma Bedrijfskunde magna cum laude. Het jaar erop behaalde ze het toelatingsexamen als accountant.
Na haar opleiding werkte ze van 1986 tot 2000 bij Bombo Radyo Cauayan, een radiozender. Ze had er haar eigen programma genaamd "Sa Totoo Lang" en later "Bombo Hanay Bigtime". Ook presenteerde ze samen met de advocaat Elpidio Monteclaro een programma over publieke aangelegenheden, genaamd: "Alamin ang lyong Karapatan" Na verloop van tijd werkte ze zich op tot assistent-manager van de zender. Door de discussies in haar programma’s kwam raakte Padaca ervan overtuigd dat het feit dat de provincie Isabela al jarenlang door dezelfde politieke familie (de Dy’s) werd bestuurd, de problemen in de provincie, zoals een stagnerende economie, illegale houtkap, corruptie en een vervuild milieu, negatief beïnvloedde. Padaca werd in de loop der tijd een van de populairste en invloedrijkste radiopresentatoren van de provincie. In 1992 werd ze gearresteerd nadat ze aangeklaagd was wegens smaad. Omdat ze uit principe weigerde om een borg te betalen voor haar vrijlating, werd ze vastgehouden in de gevangenis van Ilagan. Een oproep van Bombo Radyo bracht een grote mensenmassa op de been, die twee dagen lang bij de gevangenis hun steun betuigden aan Padaca. Een collecte onder de deelnemers bracht de benodigde borgsom bij elkaar, waarna ze vrijgelaten werd. De aanklacht liet men uiteindelijk vallen.
Na 14 jaar bij Bombo Radyo nam ze ontslag en werd ze auditor voor het Government Service Insurance System (GSIS), een Filipijnse overheidsinstantie.

### Gouverneursverkiezingen 2004
Bij de verkiezingen van 2004 nam ze het opnieuw op tegen een lid van de familie Dy. Ditmaal deed ze mee aan de verkiezingen voor gouverneur van Isabela. Deze belangrijkste bestuurlijke positie van de provincie was al sinds 1970 in handen van de familie Dy, toen Faustino Dy sr. gouverneur werd. Hij bekleedde de post 22 jaar lang tot hij in 1992 werd opgevolgd door zijn zoon Benjamin Dy. Die werd na zijn derde en termijn opgevolgd bij de verkiezingen van 2001 opgevolgd door zijn broer Faustino Dy jr.. Faustino Dy jr. had zich in 2004 herkiesbaar gesteld voor het gouverneurschap en werd zodoende de tegenstander van Padaca. Dy, die zich verzekerd wist van de steun van 33 burgemeesters, beschuldigde Padaca van samenwerking met terroristen. Padaca riep ondertussen kiezers op om “Isabela te bevrijden”. Op de verkiezingsdag bewaakten haar vrijwilligers de stembussen, in een poging verkiezingsfraude te voorkomen. Ze won de verkiezingen met meer dan 44 duizend stemmen verschil.

### Gouverneur
Als gouverneur diende ze allereerst af te rekenen met aanhangers van de familie-Dy, die haar gouverneurschap wilden saboteren. Ze zorgde ervoor dat een groot deel van de schulden van de provincie werd afbetaald, herstelde de kredietwaardigheid van de provincie en hervormde het gezondheidssysteem. De lokale infrastructuur werd verbeterd en ze riep subsidies voor rijst en graanboeren in het leven. Daarnaast werden de budgetten voor onderwijs en herbebossing verhoogd en nam ze maatregelen om illegale houtkap en gokpraktijken tegen te gaan.
Bij de verkiezingen van 2007 nam ze het opnieuw op tegen een Dy. Ditmaal was het voormalig gouverneur Benjamin Dy. Ook deze Dy wist Padaca te verslaan waardoor ze werd herkozen voor een tweede termijn tot 2010.
In 2008 ontving ze voor haar werk een Ramon Magsaysay Award.

## Onderscheidingen en prijzen
- 2004 "Vrouw van het jaar 2004" in een verkiezing door People Asia Magazine
- 2005 "CEO Excel Award" van het International Association of Business Communicators (IABC)
- 2006 De Benigno S. Aquino jr.-beurs voor professionele ontwikkeling van de Amerikaanse ambassade in de Filipijnen
- 2007 "Woman of Courage", een prijs van het Amerikaanse ministerie van buitenlandse Zaken
- 2008 Ramon Magsaysay Award in de categorie overheidsfuncties.